# Ghimeș-Palanca Passet
 
Ghimeș-Palanca Passet (ungarsk: Gyimesi-szoros) er et bjergpas i de Østlige Karpater i Rumænien, beliggende i 684 m højde og beliggende mellem Tarcău-bjergene mod nordøst og Ciuc-bjergene mod sydvest. 
Vejen og jernbanen  der krydser passet , DN12A , forbinder byerne Ghimeș og Palanca og går gennem Ghimeș-kløften, fører gennem Ciuc-bjergenes ryg  fra Csíkszépvíz til Trotuș-dalen og danner Ghimeș-dalen, der først strækker sig mod nordnordøst, derefter drejer mod sydøst i 720 meters højde. Sydvest for passet ligger Ghimeș-toppen (934 moh.), og nordøst for den ligger Biliboc-bakken (1.195 moh).